# 喜峰口长城抗战旧址
喜峰口长城抗战旧址，位于中国河北省唐山市喜峰口，为唐山市迁西县的一个省级文物保护单位，类型为近现代文物，公布时间为2001年2月7日。
旧址与1933年在喜峰口发生的长城抗战相关。